# Jarred Tinordi
Jarred Tinordi (né le 20 février 1992 à Burnsville, dans l'État du Minnesota aux États-Unis) est un joueur professionnel américain de hockey sur glace.

## Biographie

### Carrière en club
Fils de Mark Tinordi, joueur de hockey professionnel également, Jarred Tinordi débute avec le programme de développement de l'équipe des États-Unis moins de 18 ans dans la NAHL en 2008. À la suite d'une transaction lors du repêchage d'entrée dans la LNH 2010 avec les Coyotes de Phoenix, il est choisi au premier tour, à la 22e place au total par les Canadiens de Montréal. Au cours du repêchage d'entrée dans la KHL 2010, il est sélectionné au 7e tour, en 184e position par le Metallourg Magnitogorsk.
En août 2010, Jarred Tinordi décide de jouer pour le club junior canadien des Knights de London de la Ligue de hockey de l'Ontario lors de la saison 2010-2011 au lieu d'évoluer pour l'université Notre-Dame de la NCAA comme prévu originellement. Après deux saisons au niveau junior dans la Ligue de hockey de l'Ontario avec les Knights de London, il commence la saison 2012-2013 avec le club-école des Canadiens de Montréal, les Bulldogs de Hamilton de la Ligue américaine de hockey.
Le 16 mars 2013, lors de son premier match dans la LNH contre les Devils du New Jersey, il récolte son premier point en carrière en voyant son tir au but dévié par son coéquipier Tomáš Plekanec derrière le gardien de but Johan Hedberg.
Le 15 juillet 2015, il signe un contrat à deux volets avec les Canadiens pour une saison et un salaire de 850 000$.
Le 15 janvier 2016, il est échangé aux Coyotes de l'Arizona avec Stefan Fournier contre John Scott et Stefan Elliott.
Le 1er juillet 2017, il signe un contrat d'un an avec les Penguins de Pittsburgh en tant qu'agent libre.
Le 10 octobre 2022, il est réclamé au ballottage par les Blackhawks de Chicago.

### Carrière internationale
Il représente l'équipe des États-Unis en sélection jeune. Il est capitaine de l'équipe championne du monde moins de 18 ans 2010.

## Statistiques
Pour les significations des abréviations, voir Statistiques du hockey sur glace.

### En club
| Saison    | Équipe                            | Ligue  |     | Saison régulière | Saison régulière | Saison régulière | Saison régulière | Saison régulière |   | Séries éliminatoires | Séries éliminatoires | Séries éliminatoires | Séries éliminatoires | Séries éliminatoires |
| Saison    | Équipe                            | Ligue  | PJ  | B                | A                | Pts              | Pun              | PJ               | B | A                    | Pts                  | Pun                  |                      |                      |
| 2007-2008 | Nationals de Washington Jr.       | AtJHL  | 39  | 4                | 8                | 12               | 44               | -                | - | -                    | -                    | -                    |                      |                      |
| 2008-2009 | Équipe des États-Unis -18 ans     | Ind    | 1   | 0                | 1                | 1                | 0                | -                | - | -                    | -                    | -                    |                      |                      |
| 2008-2009 | Équipe des États-Unis -18 ans     | NAHL   | 42  | 2                | 13               | 15               | 53               | -                | - | -                    | -                    | -                    |                      |                      |
| 2008-2009 | Équipe des États-Unis -17 ans     | USHL   | 67  | 6                | 14               | 20               | 71               | -                | - | -                    | -                    | -                    |                      |                      |
| 2009-2010 | Équipe des États-Unis -17 ans     | USHL   | 26  | 4                | 5                | 9                | 68               | -                | - | -                    | -                    | -                    |                      |                      |
| 2009-2010 | Équipe des États-Unis -18 ans     | USHL   | 65  | 6                | 11               | 17               | 105              | -                | - | -                    | -                    | -                    |                      |                      |
| 2010-2011 | Knights de London                 | LHO    | 63  | 1                | 13               | 14               | 140              | 6                | 0 | 0                    | 0                    | 17                   |                      |                      |
| 2011-2012 | Knights de London                 | LHO    | 48  | 2                | 14               | 16               | 63               | 19               | 3 | 5                    | 8                    | 27                   |                      |                      |
| 2012-2013 | Bulldogs de Hamilton              | LAH    | 67  | 2                | 11               | 13               | 71               | -                | - | -                    | -                    | -                    |                      |                      |
| 2012-2013 | Canadiens de Montréal             | LNH    | 8   | 0                | 2                | 2                | 2                | 5                | 0 | 1                    | 1                    | 15                   |                      |                      |
| 2013-2014 | Canadiens de Montréal             | LNH    | 22  | 0                | 2                | 2                | 40               | -                | - | -                    | -                    | -                    |                      |                      |
| 2013-2014 | Bulldogs de Hamilton              | LAH    | 47  | 3                | 6                | 9                | 70               | -                | - | -                    | -                    | -                    |                      |                      |
| 2014-2015 | Canadiens de Montréal             | LNH    | 13  | 0                | 2                | 2                | 19               | -                | - | -                    | -                    | -                    |                      |                      |
| 2014-2015 | Bulldogs de Hamilton              | LAH    | 44  | 1                | 6                | 7                | 36               | -                | - | -                    | -                    | -                    |                      |                      |
| 2015-2016 | IceCaps de Saint-Jean             | LAH    | 6   | 0                | 2                | 2                | 6                | -                | - | -                    | -                    | -                    |                      |                      |
| 2015-2016 | Canadiens de Montréal             | LNH    | 3   | 0                | 0                | 0                | 5                | -                | - | -                    | -                    | -                    |                      |                      |
| 2015-2016 | Coyotes de l'Arizona              | LNH    | 7   | 0                | 0                | 0                | 12               | -                | - | -                    | -                    | -                    |                      |                      |
| 2016-2017 | Roadrunners de Tucson             | LAH    | 64  | 1                | 10               | 11               | 102              | -                | - | -                    | -                    | -                    |                      |                      |
| 2017-2018 | Penguins de Wilkes-Barre/Scranton | LAH    | 62  | 5                | 16               | 21               | 86               | 2                | 0 | 0                    | 0                    | 0                    |                      |                      |
| 2018-2919 | Admirals de Milwaukee             | LAH    | 75  | 8                | 14               | 22               | 85               | 5                | 0 | 1                    | 1                    | 10                   |                      |                      |
| 2019-2020 | Admirals de Milwaukee             | LAH    | 32  | 0                | 6                | 6                | 55               | -                | - | -                    | -                    | -                    |                      |                      |
| 2019-2020 | Predators de Nashville            | LNH    | 28  | 1                | 4                | 5                | 34               | 4                | 0 | 0                    | 0                    | 2                    |                      |                      |
| 2020-2021 | Predators de Nashville            | LNH    | 7   | 0                | 0                | 0                | 4                | -                | - | -                    | -                    | -                    |                      |                      |
| 2020-2021 | Bruins de Boston                  | LNH    | 14  | 0                | 1                | 1                | 7                | 4                | 0 | 0                    | 0                    | 5                    |                      |                      |
| 2021-2022 | Rangers de New York               | LNH    | 7   | 1                | 0                | 1                | 7                | -                | - | -                    | -                    | -                    |                      |                      |
| 2021-2022 | Wolf Pack de Hartford             | LAH    | 32  | 1                | 4                | 5                | 56               | -                | - | -                    | -                    | -                    |                      |                      |
| 2022-2023 | Blackhawks de Chicago             | LNH    | 44  | 2                | 6                | 8                | 40               | -                | - | -                    | -                    | -                    |                      |                      |
| 2023-2024 | Blackhawks de Chicago             | LNH    | 52  | 0                | 9                | 9                | 64               | -                | - | -                    | -                    | -                    |                      |                      |
| Totaux    | Totaux                            | Totaux | 205 | 4                | 26               | 30               | 234              | 13               | 0 | 1                    | 1                    | 22                   |                      |                      |

### En équipe nationale
| Année | Compétition                  |   | PJ | B | A | Pts | Pun | +/-           |  | Résultat |
| 2010  | Championnat du monde -18 ans | 7 | 1  | 1 | 2 | 10  | +8  | Médaille d'or |  |          |
| 2012  | Championnat du monde junior  | 6 | 1  | 1 | 2 | 6   | +7  | 7e place      |  |          |